# Gerard Bernacki
Gerard Bernacki (ur. 3 listopada 1942 w Książenicach, zm. 21 grudnia 2018 w Prudniku) – polski duchowny rzymskokatolicki, doktor nauk teologicznych, biskup pomocniczy katowicki w latach 1988–2012, od 2012 biskup pomocniczy senior archidiecezji katowickiej.

## Życiorys
Urodził się 3 listopada w Książenicach w rodzinie Romana i Łucji z domu Szewczyk. W latach 1956–1961 kształcił się w Liceum Ekonomicznym w Rybniku, które ukończył ze świadectwem dojrzałości. W latach 1961–1967 odbył studia filozoficzno-teologiczne w Wyższym Śląskim Seminarium Duchownym w Krakowie (w latach 1961–1962 w Tarnowskich Górach). Święceń prezbiteratu udzielił mu 4 czerwca 1967 w katedrze Chrystusa Króla w Katowicach biskup koadiutor katowicki Herbert Bednorz. Inkardynowany został do diecezji katowickiej. W latach 1971–1974 studiował w Prymasowskim Studium Życia Wewnętrznego w Warszawie, gdzie w 1975 uzyskał licencjat z teologii życia wewnętrznego. Od 1974 do 1976 kontynuował studia na Wydziale Teologicznym Akademii Teologii Katolickiej w Warszawie, które ukończył z magisterium z teologii moralnej. Dalsze studia odbył w Rzymie. Wpierw w latach 1977–1981 studiował na Papieskim Uniwersytecie Gregoriańskim, gdzie po przedłożeniu rozprawy Duchowość chrześcijańska w dokumentach Soboru Watykańskiego II uzyskał doktorat z teologii życia wewnętrznego, następnie w latach 1981–1983 na Papieskim Uniwersytecie św. Tomasza z Akwinu, gdzie otrzymał doktorat z teologii moralnej na podstawie dysertacji Duchowość rodziny chrześcijańskiej w świetle Soboru Watykańskiego II.
W latach 1967–1971 pracował jako wikariusz w parafii Nawiedzenia Najświętszej Maryi Panny w Orzeszu, następnie w latach 1971–1973 w parafii św. Mikołaja w Bielsku-Białej, gdzie jednocześnie był kapelanem szpitalnym. Od 1983 do 1984 pełnił funkcję administratora parafii Matki Boskiej Bolesnej w Rybniku.
Od 1973 do 1977 pełnił funkcję rektora Diecezjalnego Domu Rekolekcyjnego w Wodzisławiu Śląskim-Kokoszycach. Od 1984 do 1993 prowadził wykłady z teologii życia wewnętrznego i teologii moralnej w Wyższym Seminarium Duchownym w Katowicach. Od 1984 do 1985 był kapelanem szpitalnym. W latach 1985–1988 pełnił funkcję kapelana i sekretarza Damiana Zimonia, biskupa diecezjalnego katowickiego.
18 marca 1988 został prekonizowany biskupem pomocniczym diecezji katowickiej ze stolicą tytularną Oppidum Consilinum. Święcenia biskupie otrzymał 16 kwietnia 1988 w katedrze Chrystusa Króla w Katowicach. Udzielił mu ich Damian Zimoń, biskup diecezjalny katowicki, któremu asystowali Stanisław Nowak, biskup diecezjalny częstochowski, i Alfons Nossol, biskup diecezjalny opolski. Jako dewizę biskupią przyjął słowa „Czyńcie, cokolwiek wam powie”. Został ustanowiony wikariuszem generalnym diecezji. W kurii biskupiej pełnił funkcje: moderatora duszpasterstwa kapłanów, egzaminatora diecezjalnego, opiekuna Ruchu Światło-Życie. Wszedł w skład kolegium konsultorów, rady kapłańskiej i rady duszpasterskiej. 31 stycznia 2012 papież Benedykt XVI przyjął jego rezygnację z obowiązków biskupa pomocniczego archidiecezji katowickiej. Równocześnie ze Stolicy Apostolskiej otrzymał polecenie opuszczenia archidiecezji i zakaz sprawowania na jej terenie posług religijnych. Jako biskup senior mieszkał w klasztorach Bonifratrów, najpierw w Zakopanem, później w Warszawie, a pod koniec życia w Prudniku.
W strukturach Episkopatu Polski pełnił funkcję delegata ds. Ruchu Światło-Życie, a także członka Komisji ds. Liturgii i Duszpasterstwa Liturgicznego oraz ds. Zakonnych. Był także wiceprzewodniczącym Unii Apostolskiej Kleru. W 1992 był współkonsekratorem podczas sakry biskupa pomocniczego gnieźnieńskiego Stanisława Gądeckiego.
Należał do Franciszkańskiego Zakonu Świeckich.
Zmarł 21 grudnia 2018 w Prudniku. 29 grudnia 2018 został pochowany na cmentarzu przy ul. Henryka Sienkiewicza w Katowicach.